# Leszek (Sohn von Bolesław IV.)

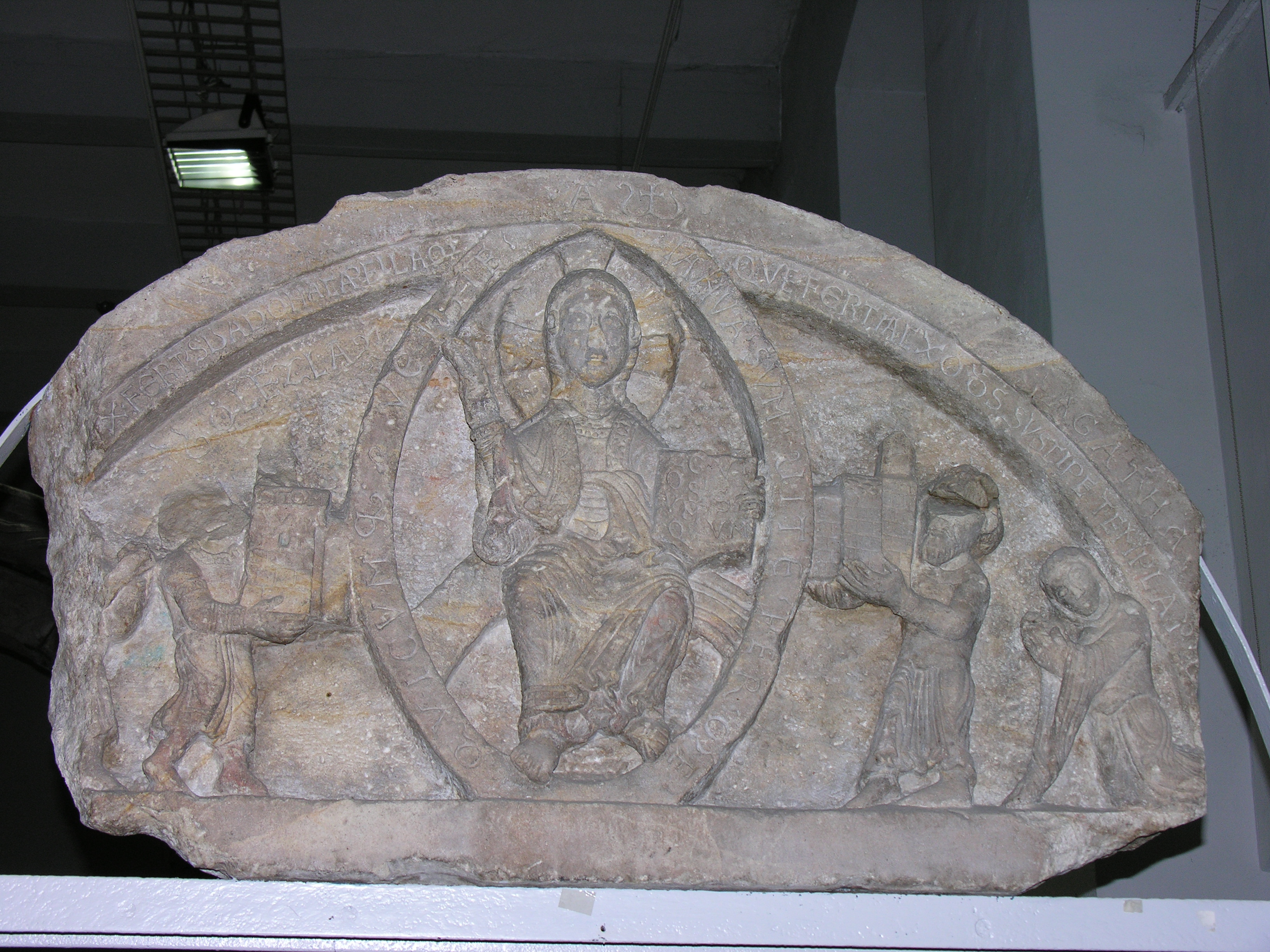
Ołbin-Tympanon im Prämonstratenserstift St. Vinzenz in Breslau, Leszek zusammen mit seinem Vater vor Christus kniend

Leszek (* um 1160; † 1186) war ein polnischer Herzog von Masowien. Er entstammte dem Adelsgeschlecht der Piasten.

## Leben
Leszek war der zweite Sohn des polnischen Seniorherzogs Bolesław IV. Kraushaar († 1173) und der Kiewer Prinzessin Werchuslawa von Nowgorod. Seinen Namen erhielt er wahrscheinlich nach Lestek, den der zeitgenössische Chronist Gallus Anonymus († nach 1116) in seiner Chronik und Taten der Herzöge und Fürsten von Polen als einen der Stammväter der Piasten nennt. Sein älterer Bruder Bolesław verstarb 1172, so dass Leszek in der Erbfolge aufrückte. Als sein Vater im Folgejahr verstarb, war Leszek noch minderjährig. Die Regentschaft führte für ihn Żyron aus Masowien bis 1177. Leszek unterstützte seinen Onkel Kasimir II., der Seniorherzog von Polen wurde. Zusammen mit ihm nahm er an einem Feldzug gegen den Fürsten von Minsk teil, der 1180 Wasylko, einen Schwager von Leszko überfallen und dessen Fürstentum Brest sich einverleibt hatte. 1184 änderte der kränkelnde Leszek seine Bündnispolitik und lud die Söhne Mieszko III. von Großpolen, einen Rivalen von Kasimir II., an seinen Hof in Płock und übertrug ihnen die Verwaltung seines Herzogtums. Mieszko den Jüngeren bedachte er sogar als seinen Erben. Kurze Zeit später überwarf er sich jedoch mit Mieszko dem Jüngeren und vertrieb ihn wieder aus Masowien sowie Kujawien und änderte sein Testament erneut zugunsten von Kasimir II.

## Ehe und Familie
Leszek heiratete nicht und hatte keine Kinder. Er wurde in der Kathedrale von Płock beigesetzt.